# Batalla de Montevideo
El término futbolístico «Batalla de Montevideo» (en inglés: Battle of Montevideo) se utiliza para referirse al partido de desempate de la Copa Intercontinental 1967, que enfrentó a los campeones de las confederaciones Conmebol y UEFA en esa temporada. Los equipos participantes fueron Racing Club de Argentina, campeón de la Copa Libertadores, y Celtic de Escocia, campeón de la Copa de Europa.
El encuentro se disputó el 4 de noviembre de 1967 en el estadio Centenario de Montevideo, Uruguay. Este encuentro decisivo definió al campeón mundial de clubes tras un empate en el global de los dos enfrentamientos previos. Racing Club consiguió la victoria por 1–0 con un gol de Juan Carlos Cárdenas en el minuto 56 del partido, coronándose como el primer equipo argentino en alcanzar un título intercontinental.
Durante el partido, el árbitro paraguayo Rodolfo Pérez Osorio expulsó a seis jugadores, mientras que la violencia dentro del campo llevó a que la policía antidisturbios uruguaya interviniera en varias ocasiones para controlar el escándalo entre los futbolistas.

## Antecedentes
Racing Club, de Argentina, y Celtic, de Escocia, lograron ganar los torneos de fútbol más importantes de sus respectivas confederaciones en 1967. Racing se consagró campeón de la Copa Libertadores tras vencer a Nacional de Uruguay en un partido de desempate disputado en el estadio Nacional de Santiago, Chile. Bajo la dirección de Juan José Pizzuti, este combinado fue conocido como el Equipo de José a través de un particular cántico de La Guardia Imperial, la afición del club. Celtic, por su parte, obtuvo la Copa de Europa (hoy conocida como UEFA Champions League) al vencer al Inter de Italia en la final celebrada en el estadio Nacional de Lisboa, Portugal. Aquel elenco escocés fue conocido como los Leones de Lisboa.
Entre el octubre y noviembre de 1967, ambos equipos disputaron la Copa Intercontinental, un torneo organizado por la Conmebol y la UEFA que enfrentaba a los campeones de las confederaciones de Sudamérica y Europa. El primer partido se jugó el 18 de octubre en el Hampden Park de Glasgow, Escocia. Aquel encuentro, marcado por diversas controversias dentro del campo, terminó en victoria 1–0 del equipo local por con gol de William McNeill. El segundo partido se disputó el 1 de noviembre en el Cilindro de Avellaneda, Argentina. Aquel enfrentamiento finalizó en victoria 2–1 del elenco argentino, con goles de Norberto Raffo y Juan Carlos Cárdenas para Racing Club, y Thomas Gemmell para Celtic. En este último, el arquero titular del equipo escocés, Ronald Simpson, fue agredido por hinchas locales y tuvo que ser reemplazado por el suplente John Fallon.
La serie quedó empatada, lo que llevó a un tercer partido en una sede neutral. El 4 de noviembre de 1967, Racing y Celtic se enfrentaron en el estadio Centenario de Montevideo, Uruguay, en un partido de desempate que definiría al campeón intercontinental. La sede fue seleccionada para equilibrar las localías tras haberse jugado un partido en Europa y otro en Sudamérica.
El contexto político internacional influyó en las tensiones entre los equipos, dado que las relaciones diplomáticas entre Argentina y el Reino Unido eran conflictivas. Este conflicto se debía principalmente a la disputa por la soberanía de las islas Malvinas (en inglés: Falkland Islands), territorio reclamado por Argentina desde 1833. Además, existía desconocimiento en la población argentina sobre la postura política de la hinchada del Celtic, que se identificaba con el independentismo escocés y el republicanismo irlandés, en oposición al unionismo británico. Estas tensiones se vieron exacerbadas por la rivalidad futbolística derivada de la Copa Mundial de Inglaterra 1966, en la que Antonio Rattín, capitán de la selección argentina, fue expulsado de manera controvertida en los cuartos de final contra Inglaterra, lo que generó resentimiento en el público argentino.

## El partido

### Resumen

#### Recibimiento

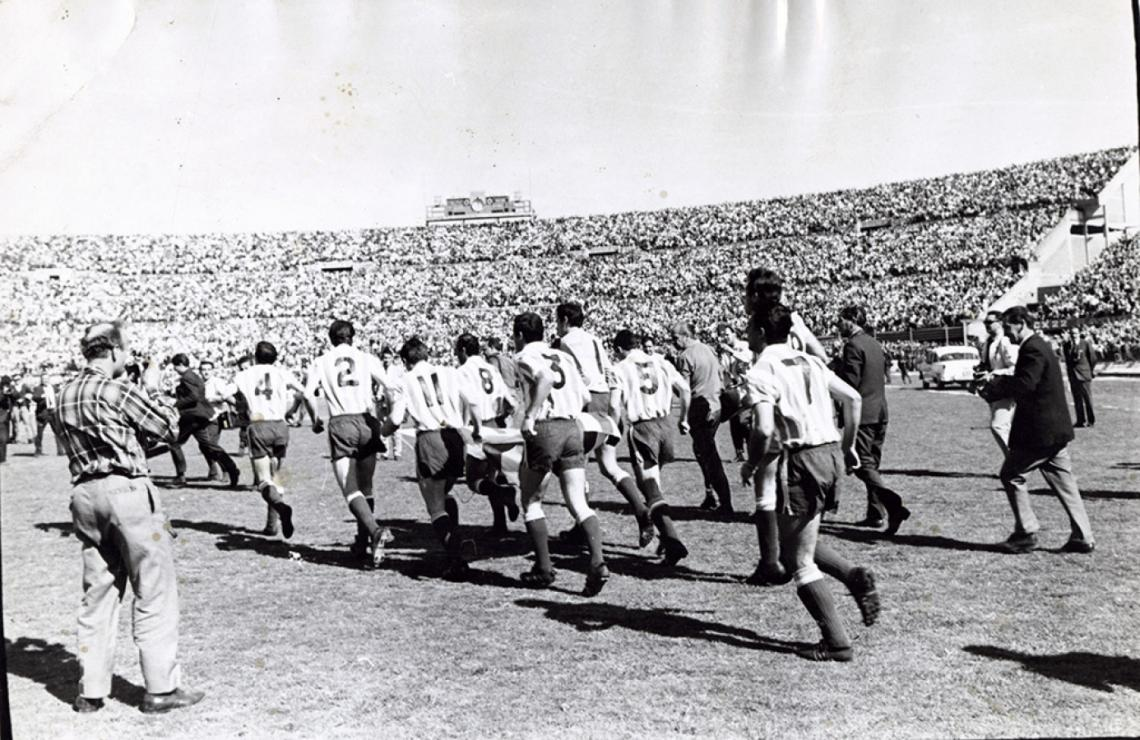
El Equipo de José saliendo al campo de juego del estadio Centenario.

Al momento de ingresar al terreno de juego del estadio Centenario, ambos equipos exhibieron banderas uruguayas en un gesto destinado a ganarse la simpatía del público local. La bandera portada por Racing Club destacaba por su mayor tamaño en comparación con la del Celtic. El conjunto argentino emergió desde el túnel situado junto a la tribuna Colombes —tradicionalmente asociada a la buena fortuna— y fue recibido con aplausos por juveniles de la quinta división del club uruguayo Sud América. Una escena similar tuvo lugar con el equipo escocés.
Inicialmente, el capitán de Racing, Oscar Martín, se mostró reacio a portar la bandera uruguaya. Esta actitud respondió al hostil recibimiento que había tenido el plantel argentino a su llegada a Montevideo, cuando fueron agredidos con piedras mientras se dirigían desde el desde el Hotel Hermitage, en el barrio de Pocitos, hacia el Parque Batlle, donde se ubica el estadio. Además, las tribunas lucían numerosas banderas verdes en apoyo al Celtic, lo que acentuaba la sensación de parcialidad. Ante su negativa, efectivos policiales intentaron forzarlo a tomar la bandera, lo que derivó en un forcejeo y en un golpe por parte del jugador. Este episodio fue el que llevó al periodista José María Muñoz a bautizarlo con el apodo de «el Gran Capitán».
El entrenador del Celtic, John Stein, no dejó pasar la oportunidad de referirse nuevamente al partido disputado en Avellaneda, cargando el ambiente con declaraciones que aumentaron la tensión previa al encuentro en Montevideo. En tono provocador, expresó: «Aquí hasta se respira un aire distinto… Aquí vamos a jugar tranquilos… En Buenos Aires nos enfrentamos a una hinchada de indios». Sus palabras, claramente dirigidas a descalificar el entorno vivido en Argentina, generaron reacciones tanto en el ámbito deportivo como en el mediático, exacerbando aún más la rivalidad entre ambos equipos en el marco de una serie que ya estaba marcada por la fricción dentro y fuera del campo de juego.

#### Primer tiempo

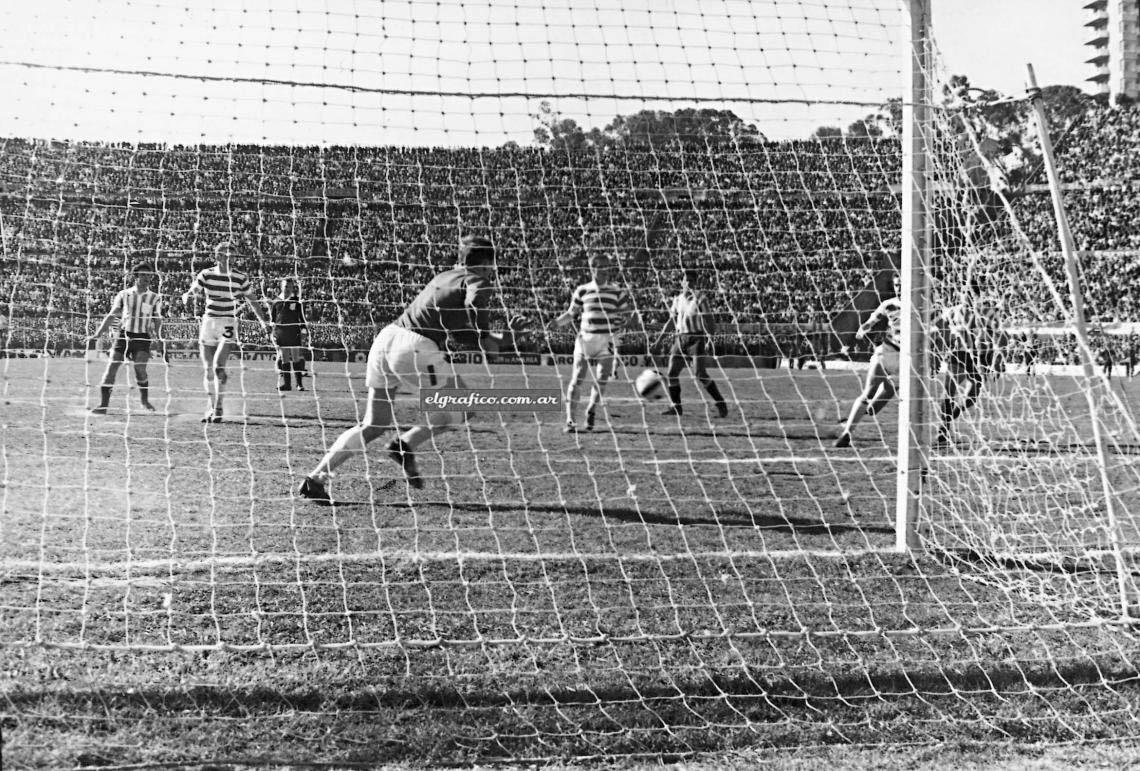
Una secuencia del primer tiempo, Racing Club atacando en el área del Celtic.

El encuentro comenzó con una marcada tensión, evidenciada en una sucesión de infracciones desde los primeros instantes. La primera falta fue cometida por William Wallace, y para el minuto 3 el árbitro paraguayo Rodolfo Pérez Osorio ya había sancionado cinco infracciones. Racing Club interrumpía sistemáticamente los avances del Celtic mediante faltas tácticas, y el juez respondía con un criterio sancionador firme, al menos en ese tramo inicial del partido.
A los 21 minutos, una fuerte infracción del defensor racinguista Nelson Chabay sobre el propio Johnstone motivó una intervención particular del árbitro Osorio, quien detuvo el juego y solicitó de inmediato la presencia de un intérprete en el campo, en un intento por establecer un canal de comunicación más claro con los jugadores, en medio de un partido cada vez más cargado de fricciones y malentendidos.
Sin embargo, pese a un par de infracciones posteriores cometidas por Roberto Perfumo y Chabay contra Johnstone, la verdadera explosión de tensión en el partido tuvo lugar a los 37 minutos. Una vez más, Johnstone fue derribado, esta vez por Juan Carlos Rulli, lo que elevó aún más la temperatura del encuentro. En medio del tumulto, el defensor escocés John Clark se aproximó al lugar del incidente con los puños en alto, gesto que generó la inmediata respuesta del argentino Alfio Basile, quien apareció adoptando una postura que recordaba a la de un boxeador profesional, listo para lanzar un golpe. Aunque el intercambio físico no llegó a concretarse, la situación escaló rápidamente, lo que motivó la intervención de la policía antidisturbios de Montevideo, que ingresó al terreno de juego para separar a los jugadores. Luego de una interrupción de aproximadamente cinco minutos, el árbitro Pérez Osorio resolvió expulsar a un jugador por equipo: Basile, por Racing Club, y Robert Lennox, por el Celtic. 
En un principio, la decisión respecto a Lennox generó confusión, especialmente entre los observadores británicos, quienes consideraron que el jugador no había participado directamente en la trifulca ni cometido falta alguna. Posteriormente, se supo que el árbitro había advertido previamente que, en caso de persistir el juego violento, expulsaría al número 6 de Racing (Basile) y al número 8 del Celtic (Lennox) por la siguiente infracción grave que cometiera cada equipo, como medida ejemplificadora, independientemente de la autoría de la falta. Jock Stein intentó impedir la salida de Lennox, pero el jugador fue finalmente escoltado fuera del campo por un oficial de policía armado con una espada ceremonial. Por su parte, Basile, sorprendido por su expulsión, se retiró momentáneamente al vestuario, pero regresó al campo minutos después, elegantemente vestido con un traje, para presenciar desde la línea de banda lo que restaba del partido.

#### Segundo tiempo
La segunda mitad del encuentro estuvo marcada por un cambio de actitud estratégica por parte de Racing y un progresivo aumento del descontrol en el juego del Celtic. El equipo argentino, consciente de la ventaja anímica y del desgaste del rival, optó por una postura más ordenada y disciplinada, mientras que los escoceses, frustrados por el desarrollo del partido, recurrieron con mayor frecuencia a reacciones impulsivas y acciones desmedidas.
A los 47 minutos, en una escena que reflejaba la constante fricción entre ambos equipos, Chabay volvió a cometer una dura infracción sobre Johnstone. Esta vez, el talentoso extremo escocés respondió con un golpe directo al rostro del defensor uruguayo de Racing, lo que llevó al árbitro Pérez Osorio a mostrarle la tarjeta roja sin vacilar. Apenas un minuto después, el clima en el estadio se tensó aún más cuando desde la tribuna Ámsterdam —ubicada detrás del arco defendido por el arquero argentino Agustín Cejas— cayó un proyectil con la clara intención de impactar sobre el guardameta. Las airadas protestas de Cejas obligaron a la intervención de la guardia de infantería, que se posicionó detrás del arco para garantizar su seguridad.
El momento más recordado del encuentro llegaría a los 56 minutos, en medio de un contexto de juego poco vistoso y colmado de interrupciones. El mediocampista escocés James Craig perdió la posesión del balón, que fue rápidamente recuperado por Rulli. Éste habilitó con rapidez a Juan Carlos Cárdenas, quien, sin dudar, remató de zurda desde 25 metros hacia el arco ubicado frente a la tribuna Colombes. El disparo, potente y preciso, se dirigió al ángulo superior derecho del arquero John Fallon, quien no logró alcanzarlo pese a su estirada. El balón infló la red y marcó el único tanto del partido. El Chango corrió hacia el banco de suplentes para fundirse en un abrazo con el director técnico Juan José Pizzuti, mientras la tribuna América —colmada de hinchas de Racing Club— estallaba en una celebración que resonaría en toda Argentina.
A los 74 minutos de juego, en un episodio que ilustró el nivel de tensión alcanzado en el campo, el arquero Cejas recibió una pelota dentro del área con normalidad. Sin embargo, de manera intempestiva, el left-winger escocés John Hughes le propinó un violento golpe directo a la zona de los riñones. El impacto derribó al guardameta, quien cayó al suelo visiblemente dolorido. Lejos de detenerse, Hughes ejecutó una segunda acción innecesaria: una patada deliberada cuando Cejas aún yacía en el césped. La reacción de los jugadores de Racing Club fue inmediata: todos se dirigieron hacia Hughes con evidente indignación, encabezados por Perfumo, quien lo enfrentó con firmeza. El árbitro Pérez Osorio, sin margen para la duda, mostró la tarjeta roja al atacante escocés.

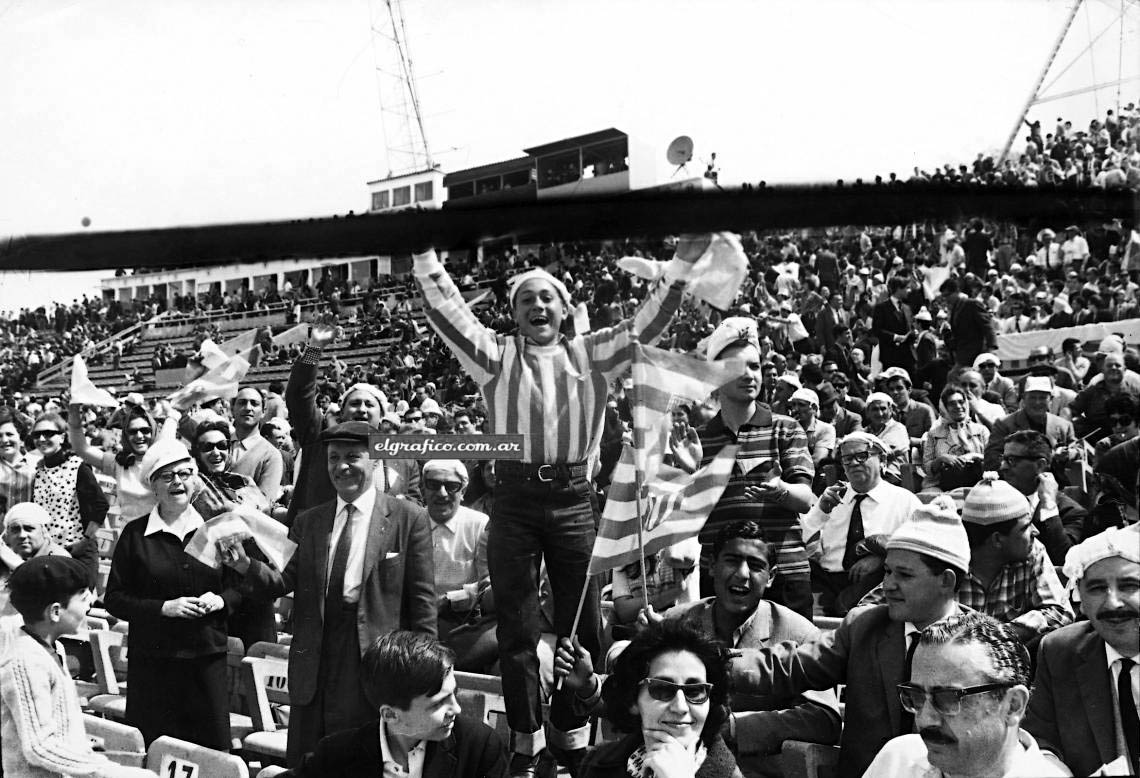
La hinchada argentina celebrando el triunfo de Racing Club en Montevideo.

En los últimos minutos del partido, la tensión acumulada alcanzó su punto máximo. A los 82 minutos, el defensor Clark cometió una dura infracción contra Cárdenas, quien ya había sido blanco de reiteradas agresiones a lo largo del encuentro. El árbitro sancionó la falta, pero el clima de hostilidad continuó escalando. A los 86 minutos, en un gesto de represalia, Rulli cometió una fuerte infracción desde atrás contra el propio Clark. La acción fue inmediatamente sancionada con tarjeta roja. Al retirarse del campo, Rulli saludó irónicamente al público uruguayo, que lo despidió con silbidos y abucheos generalizados.
A tan solo un minuto del final reglamentario, el mediocampista escocés Robert Murdoch arremetió con violencia contra Cárdenas, lo que provocó un nuevo tumulto entre ambos equipos. La policía antidisturbios ingresó nuevamente al terreno de juego para separar a los jugadores, en medio de un escenario ya completamente desbordado. En ese contexto, Robert Auld fue sancionado con tarjeta roja, pero se negó a abandonar el campo de juego y, de hecho, disputó los 90 minutos completos. Posteriormente, el árbitro Pérez Osorio incluyó el incidente en su informe, denunciando la actitud del jugador ante las autoridades.
En paralelo, el escocés Thomas Gemmell propinó una fuerte patada a Norberto Raffo, impactando directamente en su rodilla, en una acción más que contribuyó a la atmósfera caótica del cierre del encuentro. Años más tarde, Gemmell revelaría en una entrevista televisiva que su accionar respondió a las provocaciones del jugador de Racing, quien, según él, había escupido en el rostro a todos los atacantes del Celtic. El defensor confesó que su reacción fue una patada en la zona genital ejecutada a espaldas del árbitro, en un intento de evitar la sanción disciplinaria.

### Detalle del partido
| 4 de noviembre, 15:50 (UTC-3) | Racing Club | 1:0 (0:0) | Celtic | Estadio Centenario, Montevideo                                   |                                                                  |
|                               | Cárdenas    | Reporte   |        | Asistencia: 70 152 espectadores Árbitro(s): Rodolfo Pérez Osorio | Asistencia: 70 152 espectadores Árbitro(s): Rodolfo Pérez Osorio |

| Racing Club | Celtic |

| Guardameta        | 1  | Agustín Cejas        |     |  |  |
| Defensa           | 2  | Roberto Perfumo      |     |  |  |
| Defensa           | 3  | Nelson Chabay        |     |  |  |
| Defensa           | 4  | Oscar Martín         |     |  |  |
| Defensa           | 6  | Alfio Basile         | 37' |  |  |
| Centrocampista    | 5  | Juan Carlos Rulli    | 90' |  |  |
| Centrocampista    | 7  | João Cardoso         |     |  |  |
| Centrocampista    | 8  | Humberto Maschio     |     |  |  |
| Delantero         | 9  | Juan Carlos Cárdenas |     |  |  |
| Delantero         | 10 | Juan José Rodríguez  |     |  |  |
| Delantero         | 11 | Norberto Raffo       |     |  |  |
| Entrenador:       |    |                      |     |  |  |
| Juan José Pizzuti |    |                      |     |  |  |

| Guardameta     | 12 | John Fallon     |     |
| Defensa        | 2  | James Craig     |     |
| Defensa        | 3  | Thomas Gemmelll |     |
| Defensa        | 5  | William McNeill |     |
| Defensa        | 6  | John Clark      |     |
| Centrocampista | 4  | Robert Murdoch  |     |
| Centrocampista | 7  | James Johnstone | 47' |
| Centrocampista | 10 | Robert Auld     | 90' |
| Delantero      | 8  | William Wallace |     |
| Delantero      | 9  | John Hughes     | 74' |
| Delantero      | 11 | Robert Lennox   | 37' |
| Entrenador:    |    |                 |     |
| John Stein     |    |                 |     |

Árbitros asistentes:
 Isidro Ramírez
 Salvador Valenzuela

## Consecuencias

### Regreso a sus países

#### Racing Club
La victoria ante el Celtic permitió a Racing Club adjudicarse la Copa Intercontinental, convirtiéndose en el primer club argentino en obtener este título. El equipo dirigido por Juan José Pizzuti logró imponerse en la serie, alcanzando así un reconocimiento internacional sin precedentes para el fútbol argentino hasta ese momento. Alfio Basile, defensor del equipo, describió años más tarde la conquista como «una inmensa alegría» y destacó la repercusión que tuvo en el país, mencionando que incluso simpatizantes de otros clubes reconocieron la importancia del logro. Como premio, los jugadores recibieron automóviles nuevos y una bonificación de 2000 libras esterlinas, tal como había sido acordado previamente.
En 2017, la FIFA reconoció oficialmente a los ganadores de la Copa Intercontinental como campeones del mundo, otorgándole a Racing Club el título de campeón mundial de la FIFA, en igualdad de condiciones con los ganadores de la Copa Mundial de Clubes.

#### Celtic
Tras su regreso a Escocia, el presidente del Celtic, Robert Kelly, calificó el encuentro disputado en Montevideo como «un partido feo y brutal que no contuvo fútbol». Asimismo, expresó su pesar por el hecho de que su equipo «descendiera a ese nivel para defenderse», reflejando así la frustración de la dirigencia escocesa por el desarrollo del juego. Días después, la junta directiva del Celtic decidió sancionar económicamente a todo el plantel, imponiéndoles una multa de 250 libras esterlinas a cada jugador por su conducta durante el encuentro en Uruguay.
El impacto de la final trascendió el ámbito deportivo. La dureza del partido inspiró la creación de una canción popular entre los simpatizantes del Celtic, titulada Racing Club Song, en la cual se hace referencia al encuentro como «el partido más sucio que alguna vez vieron», dejando testimonio del sentimiento que generó aquel controvertido episodio en la historia del fútbol internacional.

### Recepción y medios
La actuación del árbitro Rodolfo Pérez Osorio recibió fuertes críticas. La revista argentina El Gráfico destacó su «buen arbitraje, más por el clima de violencia que imperó en todo el encuentro», mientras que medios británicos lo calificaron de «incompetente». El jugador John Fallon, arquero del Celtic, se refirió al arbitraje como «muy tonto, muy pobre» y consideró que «el árbitro fue muy débil» y «arruinó el partido». Pese a esto, nunca consideró al partido tan violento, como si lo hicieron los cronistas británicos.
La agencia de noticias británica Reuters calificó el partido como «una pelea de bar en la que se abandonaron las habilidades futbolísticas en favor de puñetazos, patadas voladoras y empujones flagrantes». Por su parte, el diario francés L'Équipe lo describió como un «triste y lamentable espectáculo», señalando que «los argentinos iniciaron las hostilidades», aunque también destacaron que el Celtic «aprovechó cada oportunidad para devolver los golpes».